# Dennisiopsis
Dennisiopsis — рід грибів. Назва вперше опублікована 1977 року.

## Класифікація
До роду Dennisiopsis відносять 2 види:
- Dennisiopsis multispora
- Dennisiopsis octospora